# Adetus similis
Adetus similis är en skalbaggsart som beskrevs av Bruch 1939. Adetus similis ingår i släktet Adetus och familjen långhorningar.
Artens utbredningsområde är:
- Paraguay.
- Uruguay.

Inga underarter finns listade i Catalogue of Life.